# Powhatan (Arkansas)
Powhatan – miasto w Stanach Zjednoczonych, w stanie Arkansas, w hrabstwie Lawrence.